# 日本開化小史
日本開化小史（にほんかいかしょうし）は、田口卯吉（鼎軒）の歴史書で処女作。1877年（明治10年）から1882年（明治15年）にかけ刊行。13章で全6巻。事象の原因とその結果とを記す文体を用いている。
田口は旧幕臣出身の在野史家で、大蔵省翻訳局時代に執筆された。福澤諭吉『文明論之概略』（明治8年）とともに在野史学に影響を与え、近代日本史学史上で、明治初期刊の史書の代表作に位置づけられる。
原本は和装で6分冊。1877年7月に出版が許可され、9月に第一巻が刊行。田口は新井白石『読史余論』などを愛読し評価しており、上古から書き起こされるスタイルは北畠親房『神皇正統記』などの伝統を引いている。他に特徴として、翻訳局時代に親しんだギゾー『ヨーロッパ文明史』、バックル『文明の歴史』、『イギリス文明史』など西洋文明史の影響を受けており、文明史観の立場に立つ。序文において歴史著述の目的を、歴史的事象の原因の探求であると説き、文明発展の法則を貨財発展と相関させる経済学の理論を応用している。また文化史面での記述も行った。

## 刊行文献
- 『鼎軒田口卯吉全集 第2巻』全8巻、1927年（昭和2年）-（復刻1990年、吉川弘文館）
- 『田口鼎軒集　明治文学全集14』（筑摩書房、1977年）- 大久保利謙解題、年譜文献・田口親
- 『日本開化小史』岩波文庫（校註・解説嘉治隆一、初版1934年（昭和9年）、改版1964年、復刊1992年ほか）
- 『日本開化小史』講談社学術文庫、初版1981年（昭和56年）